# 花牛镇
花牛镇，是中华人民共和国甘肃省天水市麦积区下辖的一个镇。

## 行政区划
花牛镇下辖以下地区：
二一九社区、二零七社区、地质二队社区、花牛村、赵崖村、白崖村、安坪村、九峪村、董沟村、廿铺村、兴旺山村、高湾村、曹埂村、罗沟村、吴庄村、靳庄村、峡口村、水眼村、沽沱村、肖庄村、邓庄村、阳坡村、高集村、董塬村、张河村、卜王村、田尧村、纸碾村、毛集村、翟山村、上湾村、崔家山村、罗集村、元柳村、巷口村、东缑村、白家河村、河湾村、师白村、杨家河村和沈家河村。

## 特产
花牛苹果：中国地理标志产品。